# جيمس كونينغهام (مخرج)
جيمس كونينغهام (بالإنجليزية: James Cunningham)‏ هو رسام رسوم متحركة ومخرج نيوزلندي، ولد في 1973.

## وصلات خارجية
- جيمس كونينغهام على موقع IMDb (الإنجليزية)
- جيمس كونينغهام على موقع قاعدة بيانات الفيلم (الإنجليزية)
- جيمس كونينغهام على موقع كينوبويسك (الروسية)